# Športna enota Slovenske vojske
Športna enota Slovenske vojske je vojaška enota Slovenske vojske, ki je sestavljena iz vrhunskih športnikov.

## Razvoj
- športna četa
- športna enota (1996)
- Športna šola SV (2001)
- Športna enota SV (2002)

## Poveljstvo
Poveljniki
- stotnik Miran Stanovnik
- podpolkovnik Janko Požežnik (2002)
- podporočnik Janez Vodičar (2001)

## Organizacija
- poveljstvo
- učna enote
- športna enota

## Pripadniki enote
Špela Bračun - Tadeja Brankovič - Rajmond Debevec - Vesna Dekleva - Marko Dolenc - Davor Glavina - Andreja Grašič - Helena Javornik - Alenka Kejžar - Uroš Kodelja - Primož Kozmus - Silvo Karo - Lucija Larisi - Ranko Leskovar - Andreja Mali - Janez Marič - Klara Maučec - Igor Primc - Urška Žolnir - Uroš Seme - Dejan Sitar - Raša Sraka - Miran Stanovnik - Dejan Šparovec - Domen Vodišek - Miran Vodovnik -